# Accident on Hill Road
Accident on Hill Road é um filme da Índia dos gêneros policial, drama e suspense; foi dirigido por Mahesh Nair. Lançado em 2009, foi protagonizado por Farooq Sheikh, Abhimanyu Singh e Celina Jaitley. É uma refilmagem autorizada do filme hollywoodiano Stuck, que por sua vez é baseado numa história verídica de Chante Mallard.